# Стенлі Роуз
Сер Стенлі Форд Роуз (англ. Sir Stanley Ford Rous, 25 квітня 1895, Вотфорд — 18 липня 1986, Лондон) — англійський футбольний функціонер та арбітр, шостий президент ФІФА (1961—1974) та секретар Футбольної асоціації Англії (1934—1962).

## Біографія
Стенлі Роуз народився 25 квітня 1895 року у Вотфорді, графство Гартфордшир.
Професійним футболістом ніколи не був, почав суддівську практику в 1927 році з обслуговування матчів нижчих ліг чемпіонату Англії, за суддівську кар'єру відсудив 36 міжнародних поєдинків. Найвищим суддівським досягненням Стенлі стало обслуговування фіналу кубка Англії 1934 року. З 1934 по 1962 рік був головою Англійської футбольної асоціації. З 1961 по 1974 роки — шостий президент ФІФА. Після виходу на пенсію з посади президента, 11 червня 1974 року він був призначений почесним президентом ФІФА.
Роуз помер у Лондоні від лейкемії 18 липня 1986 року, у віці 91 року.

## Вшанування пам'яті
У 1984 році Стенлі було нагороджено орденом ФІФА «За заслуги», який вручають видатним діячам, організаторам, тренерам і футболістам, вклад яких у розвиток футболу визнаний у всьому світі.
У 1985 році, ще за життя Роуза, на його честь був названий Кубок Роуза — футбольний турнір, в якому брали участь лише збірні Англії та Шотландії, а з 1987 року почали запрошуватись і південноамериканські гості. Проте турнір не набув популярності і був закритий у 1989 році.